# Generał adiutant
Generał adiutant
1. tytuł generała pełniącego służbę przy osobie panującej (choćby tylko tytularnie)[1];
2. stopień wojskowy, stanowisko w różnych armiach świata (w tym w wojsku I Rzeczypospolitej) związane z funkcją adiutanta, często odnoszące się do oficerów niebędących generałami.

## Francja
W okresie rewolucji francuskiej generał adiutant (franc. adjudant-général) był starszym oficerem sztabowym asystującym generałowi, zajmującym się sprawami administracyjnymi i personalnymi. Zajmował szczególną pozycję względem podpułkowników i pułkowników w sztabie. Począwszy od 1795 tylko pułkownicy mogli być powoływani na to stanowisko. Zostało ono przemianowane na adiudanta komendanta (adjudant-commandant) w 1800. W 1803 funkcja została zniesiona i generał adiutant powrócił do stopnia pułkownika.
Francuscy generałowie adiutanci wyróżniali się jedną gwiazdką. Najbardziej znanym był Michel Ney, generał adiutant u boku generała Klébera, późniejszy marszałek Francji.

## Rosja

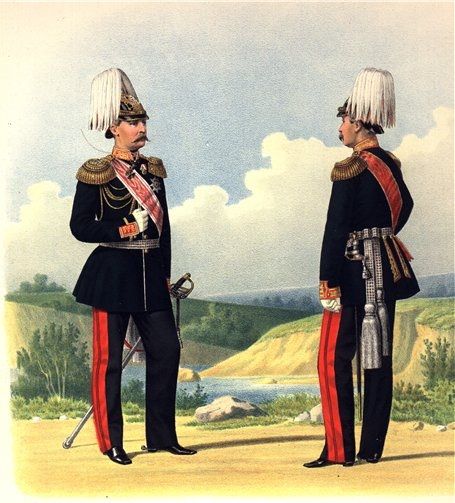
Piotr Gubariew: Rosyjski generał adiutant służący w pułkach kirasjerów gwardii i generał w oddziałach piechoty (1874).

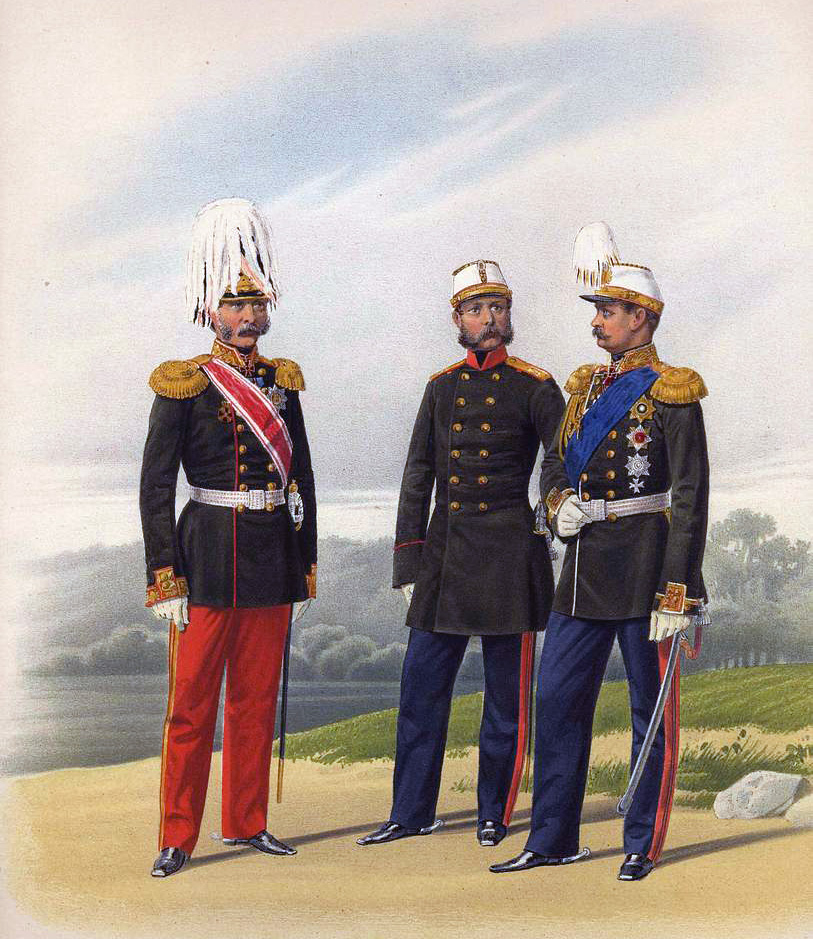
Karł Piratskij: Rosyjscy generałowie w piechocie i generał adiutant (1862).

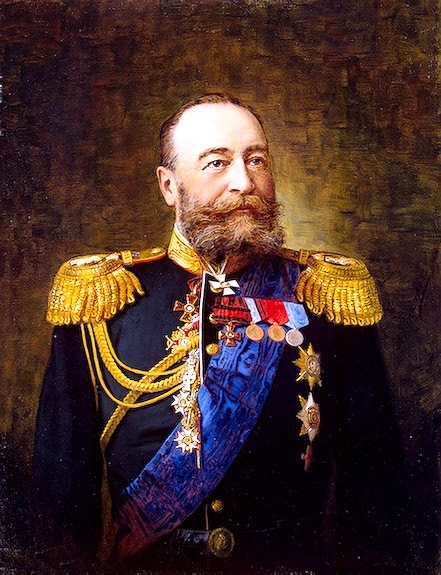
Rosyjski admirał Jewgienij Aleksiejew w mundurzе generała adiutanta.

Stopień generała adiutanta (ros. генерал-адъютант) został wprowadzony przez cara Piotra I dla starszych i zaufanych oficerów, będących adiutantami cara, feldmarszałka (генера́л-фельдма́ршал) lub generała. Przyjmuje się, że stopień pojawił się w 1711, a od 1713 związany był z cesarską świtą. Jednakże już ukaz carski z 1702 roku czynił Iwana Andriejewicza Tołstoja generał adiutantem przy Borysie Szeremietiewie. Pierwszymi generał adiutantami przy carze zostali w 1711 Paweł Jagużynski (Павел Иванович Ягужинский) i Anton Dewijer (port. António Manuel de Vieira).
Generał adiutant przy carze prowadził kancelarię polową, zaś przy feldmarszałku odpowiadał za administrację przy jego sztabie.
Zgodnie z tabelą rang Piotra I z 1722 generał adiutant cesarza znajdował się w VI klasie (na równi z pułkownikiem i majorem gwardii), generał adiutant feldmarszałka w VII klasie (na równi z podpułkownikiem i kapitanem gwardii), a „pełnego” generała w VIII klasie.
Od 1808 generał adiutant był stosowany jako zaszczytne wyróżnienie dla najwyższych stopni wojskowych, wskazując bliskość monarchy, ponieważ dawał prawo do bezpośredniego zwracania się do cesarza. Stąd mógł być przyznawany jedynie osobom posiadającym stopień wojskowy nie niższy niż IV klasa w tabeli rang (od generała majora i kontradmirała włącznie).
Generał adiutant w Imperium Rosyjskim miał następujące charakterystyczne insygnia:
- złote epolety (a później naramienniki) z monogramem panującego cesarza;
- złote akselbanty;
- biała papacha z czerwonym dnem zdobionym skrzyżowanym złotym pasamonem (za Aleksandra III i Mikołaja II).

Tytuł generała adiutanta został zniesiony w 1917.

## Rzeczpospolita Obojga Narodów
Początkowo generał adiutant był rodzajem generała tytularnego, tytułem kupowanym przez bogatą młodzież szlachecką, niezwiązanym z rzeczywistymi obowiązkami wojskowymi ani z władzą wojskową. Rzeczywiści generałowie adiutanci, pełniący bardziej funkcje asysty niż faktycznych adiutantów, pojawili się przy Stanisławie Auguście Poniatowskim w liczbie dwóch. Oprócz nich istniało szereg innych generałów adiutantów nieprzebywających na dworze królewskim. Generałowie adiutanci nosili białe fraki mundurowe lub kontusze ze złotymi akselbantami.

### Generał adiutanci
- Józef Bielawski – generał adiutant buławy wielkiej litewskiej
- Józef Ciechanowiecki(inne języki)
- Ignacy Czesław Łempicki – generał adiutant dworu królewskiego
- Jakub Bartłomiej Komorowski – generał adiutant buławy polnej koronnej
- Józef Siemoński – generał adiutant JKM[7][a]
- Jan Michał Sołłohub – generał adiutant Stanisława Augusta Poniatowskiego[8]
- Józef Wodzicki – generał adiutant JKM
- Zygmunt Turno – generał adiutant królewski

## Królestwo Kongresowe
W latach 1815–1830 było pięciu generałów adiutantów Jego Cesarsko-królewskiej Mości:
- generał dywizji Antoni Paweł Sułkowski (do 1818)
- generał jazdy Wincenty Krasiński (od 1818)
- generał piechoty Stanisław Potocki (od 1827)
- generał dywizji Zygmunt Kurnatowski (od 1828)